# 圣胡安尼科 (南下加利福尼亚州)
圣胡安尼科（西班牙語：San Juanico）是墨西哥的一个渔村，位于南下加利福尼亞州的科蒙都市镇。

## 地理
圣胡安尼科位于圣胡安尼科湾旁，紧临太平洋。距墨西哥1号高速公路约38公里。距科蒙都市镇首府孔斯蒂图西翁城约130公里。

## 历史
圣胡安尼科曾是另一个稍大渔村卡德赫的渔民的定居点。据传，美国走私者和冲浪爱好者于70年代中期注意到了该地区的海浪，后来圣胡安尼科逐渐发展成为世界著名的冲浪点。为了吸引外来游客，该地区对外的宣传名称为“蝎湾”，而非圣胡安尼科。

## 人口
据2010年人口普查的数据显示，圣胡安尼科的人口为687，其中包括该地区附近牧场的墨西哥国民以及他国的移民。

## 交通
圣胡安尼科简易机场因走私活动猖獗而被关闭，稍远处的卡德赫简易机场则只能供单引擎飞机起降。